# Begraafplaats psychiatrisch ziekenhuis
De begraafplaats van het psychiatrisch ziekenhuis aan de Daalbroekstraat in Rekem fungeerde van 1921 tot 1981 als begraafplaats voor de patiënten van wat nu het OPZC Rekem is en er schuin tegenover ligt. Naast deze begraafplaats ligt de natuurbegraafplek Isaekshoef in het gelijknamige domeinbos Isaekshoef.

## Geschiedenis

### Ontstaan

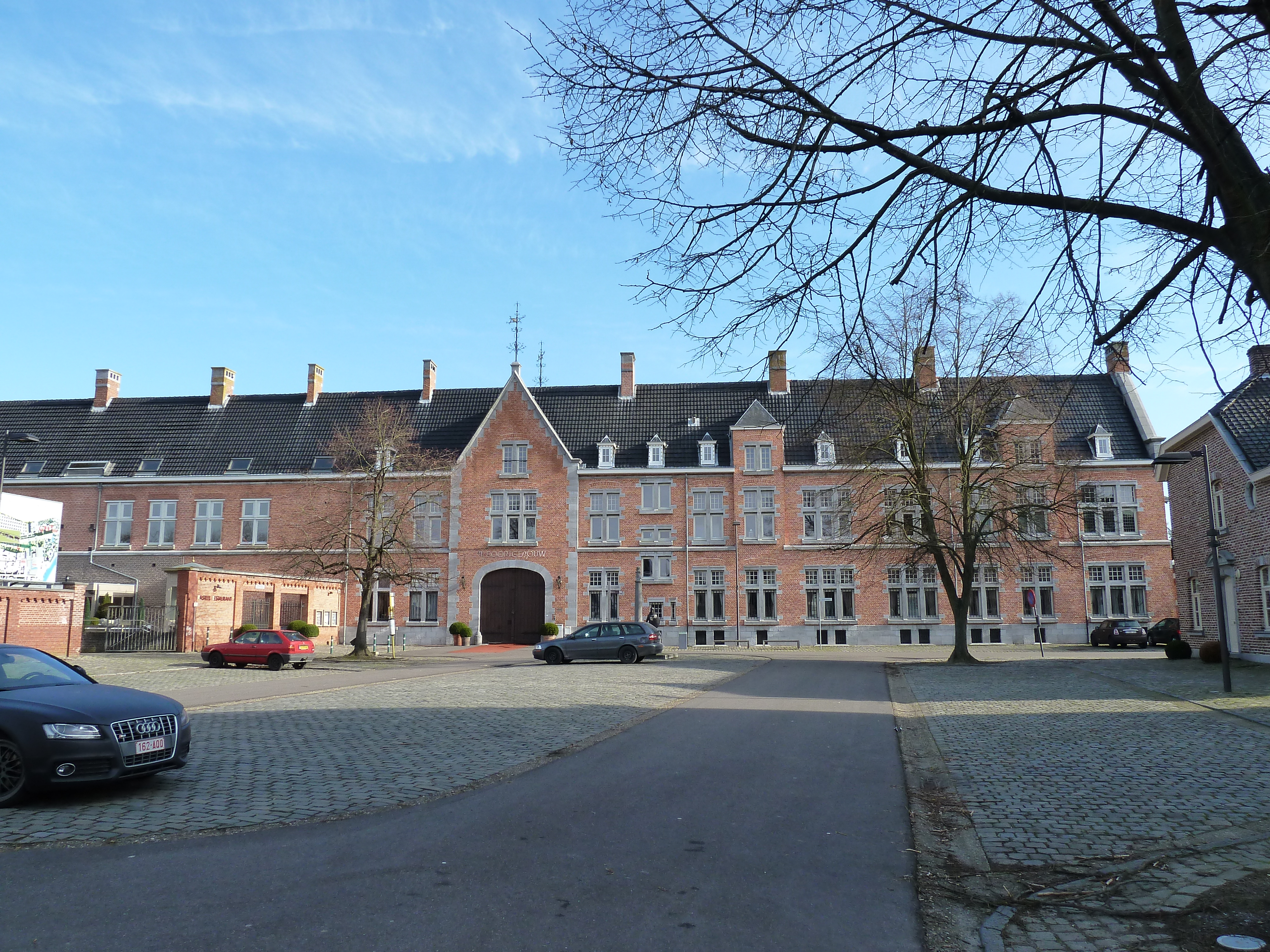
Poortgebouw van het Kasteel d'Aspremont-Lynden

#### Bedelaarsgesticht
In de Franse periode eisten de Fransen het Kasteel d'Aspremont-Lynden in Oud-Rekem op en richtten het poortgebouw in als militair hospitaal. Na het vertrek van de Fransen in 1795 werd een deel van het oorspronkelijke geheel afgebroken en vanaf 1809 deed het kasteel dienst als bedelaarsgesticht.

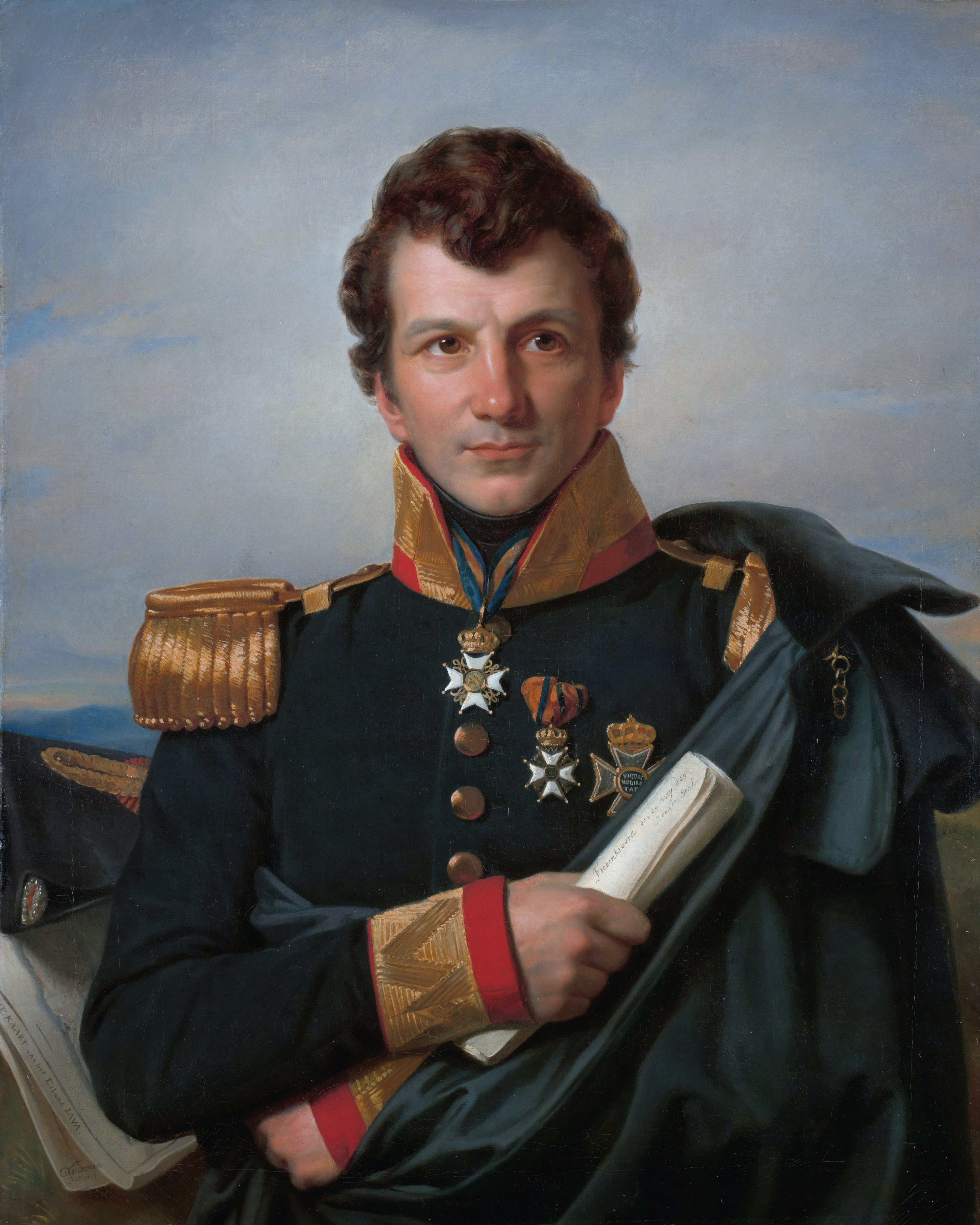
Johannes van den Bosch

#### Landbouwkolonie
In 1808 richtte Johannes van den Bosch de Maatschappij van Weldadigheid op. Via deze stichting bouwde hij in Drenthe en Overijssel een aantal vrije kolonies om de armoedige gezinnen uit de tijd na de Franse overheersing te helpen. In navolging hiervan ontstonden soortgelijke projecten in de Zuidelijke Nederlanden, onder andere in Wortel en Merksplas. Het bedelaarsgesticht in Rekem volgt dit voorbeeld in de jaren 50 van de negentiende eeuw.
Het gesticht verwierf in 1853, en bij uitbreiding in 1857, de heidegronden rond de Daalbroekstraat (alhoewel het kadaster vermeldt dat de gronden in de jaren 50 nog het eigendom waren van de provincie Limburg). De hoeve van de Kolonie van Rekem en de omliggende percelen functioneerden in functie van het bedelaarsgesticht. De hoeve blijft als zodanig in gebruik tot 1991. Tegenwoordig doet het gebouw dienst als manege en bezoekerscentrum.

#### Krankzinnigengesticht
Het bedelaarsgesticht bleef bestaan tot 1891, waarna het poortgebouw tot 1920 het onderkomen was van een gesticht voor de heropvoeding van justitiekinderen. Vanaf 1921 neemt het krankzinnigeninstituut zijn intrek in het kasteel. De hoeve blijft instaan voor de voedselvoorziening van de instelling. Nabij de hoeve wordt een perceel ingericht als begraafplaats voor overleden patiënten. Op de hoeve werkten een veertigtal patiënten, die ook de begraafplaats onderhouden en vijf man personeel. In 1974 verhuist het gesticht al haar activiteiten naar de locatie aan de Daalbroekstraat.

#### Begraafplaats
Het perceel, gescheiden van de hoeve door de Daalbroekstraat en omsloten door naaldbos, werd in 1913 in het kadaster opgetekend en beschreven als begraafplaats ten dienste van het gesticht. Patiënten verbleven vaak hun hele leven in het gesticht en banden met de familie waren veelal volledig verbroken. De instelling verzorgde daarom de begraving van haar patiënten zelf. Van 1921 tot 1981 werden hier 1750 patiënten, uitsluitend mannen, begraven die geen banden meer met hun familie hadden. Sinds 1981 worden de patiënten begraven op de openbare begraafplaats van Rekem of elders op aanvraag van de familie.

## Huidige situatie
De begraafplaats werd overgedragen aan het Agentschap voor Natuur en Bos en maakt tegenwoordig deel uit van het Nationaal Park Hoge Kempen. Besloten werd om het te laten bestaan en te laten verstillen in harmonie met de natuur, wat wil zeggen dat de huidige begroeiing onaangeroerd blijft en spontane heidegroei bewust niet ingetoomd wordt.
De heidegroei is een verwijzing naar het landschapstype dat hier al sedert eeuwen voorkomt. Rond de uitgestrekte heidevelden bevonden zich kleine dorpen van waaruit allerlei weggetjes en paden zich een weg door de heidevelden baanden. Deze paden werden vooral gebruikt om schapenkuddes te laten grazen in de heidevelden. Destijds was de heide gemeenschappelijk bezit van de omliggende dorpen en voorzag in de behoefte van onder andere hout, veen en honing.
De modernisering van de landbouw betekende rond de tweede helft van de 19e eeuw een sterke achteruitgang voor de heide-economie. Op de heide werd op grote schaal naaldbos aangeplant voor gebruik in de mijnbouw. Aanvankelijk was dat voornamelijk Grove den, later Corsicaanse den. De bossen kenmerken zich nog altijd door rechte dreven en brede brandgangen die de planmatige aanleg verraden. De begraafplaats is gelegen in een dergelijk naaldbos en de indeling verwijst hier dan ook naar. De lijkenhuisjes aan de ingang zijn ingericht als onderkomen voor vleermuizen.
Natuur en Bos staat in voor het onderhoud, waar geen detergenten en sproeistoffen aan te pas komen. De begraafplaats is nog beperkt toegankelijk op vraag van de familie of met Allerheiligen, Allerzielen, Pasen en Kerstmis.

## Beschrijving
De begraafplaats is ingedeeld in zes percelen, bestaande uit grasperken met heide en rijen grafzerken. De eenvoudige betonnen kruisen zijn allemaal voorzien van een metalen plaatje met de naam en geboorte- en sterfdatum van de overledene (uitgezonderd een aantal smeedijzeren kruisen en grafstenen). De percelen werden eerst gescheiden door dreven van fijnsparren, maar na stormweer moesten deze gekapt worden en werden ze vervangen door jonge loofbomen. Twee bakstenen en bepleisterde lijkenhuisjes flankeren de toegang. Het betreft vierkantige gebouwen onder een schilddak. Op het einde van de hoofddreef, in het zuiden van de begraafplaats, staat een calvarie opgesteld.

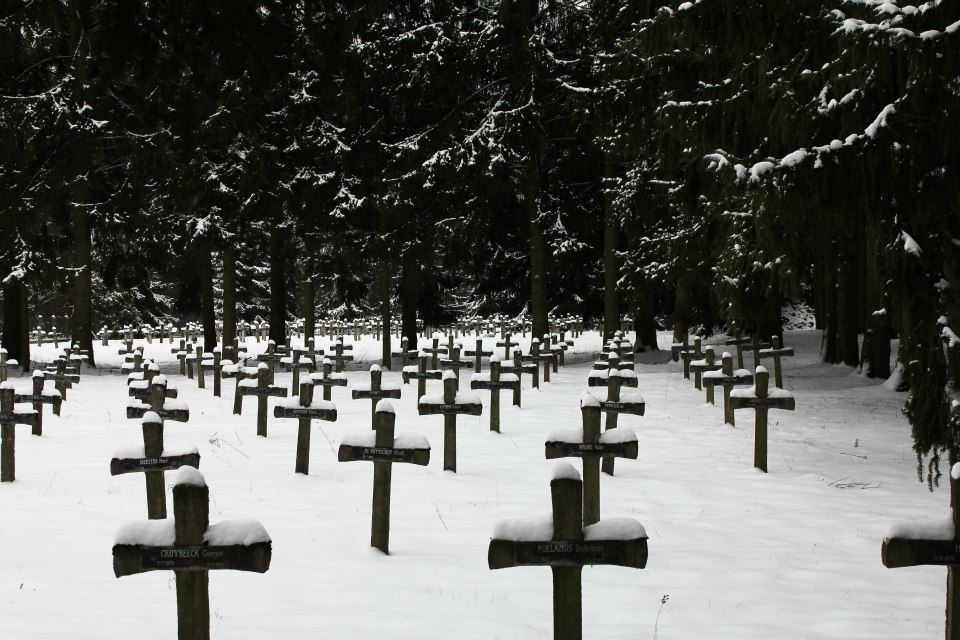
Sobere betonnen kruisjes markeren de graven
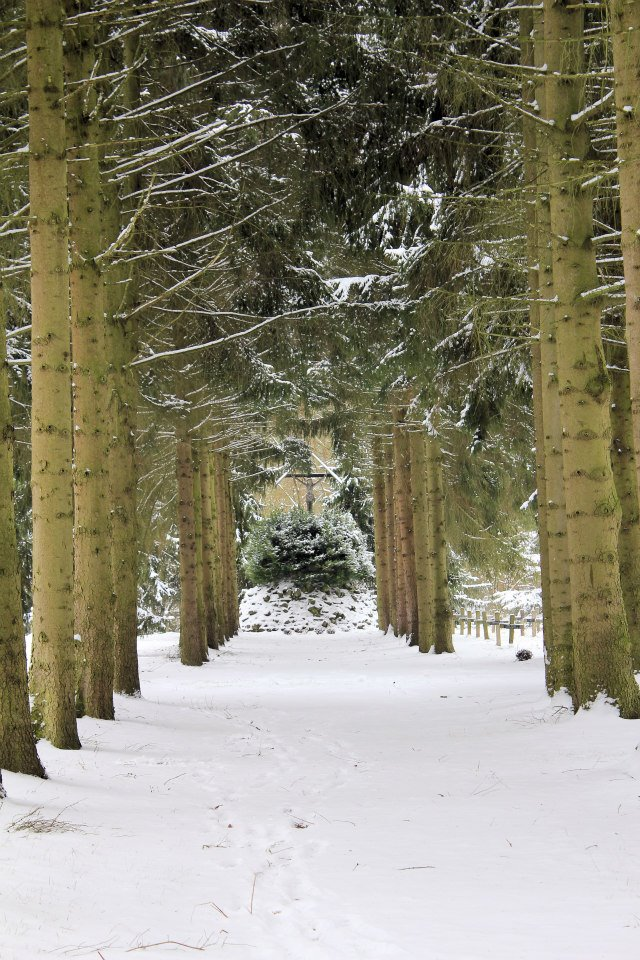
Calvarie aan het einde van de centrale dreef

## Varia
- In 2014 werd een aflevering van de Vlaamse televisiereeks Publiek geheim gewijd aan het "Krankzinnigenkerkhof van Rekem".[2]
- In 2024 werd er een podcast Monsters in het Bos gewijd aan de begraafplaats.